# جوليان رايت (اقتصادي)
جوليان رايت (بالإنجليزية: Julian Wright)‏ هو اقتصادي نيوزيلندي، ولد في 18 مارس 1969.